# امنی
امنی (به فرانسوی: Amné) یک کمون در فرانسه است که در Canton of Loué واقع شده‌است.

## خصوصیات
امنی ۱۵٫۹۵ کیلومترمربع مساحت و ۴۳۵ نفر جمعیت دارد.